# 粟根秀史
粟根秀史(あわねひでし）は日本の教育者。40年にわたり進学塾や私立小学校で算数を指導しており、それを基に中学受験に関する執筆・講演を行っている。

## 経歴
1963年岡山県生まれ、教育研究グループエデュケーションフロンティア代表。SAPIX小学部在職中には校舎責任者を務める他、開成中、桜蔭中受験に特化した最上位クラスを担当し、学校別サピックスオープン（公開模試）を多数作成。
2006年、私立のさとえ学園小学校の初代教頭に就任。当時、新設の小学校ながらも難関私立中学校受験にも対応できるカリキュラムを確立。直接指導に当たった第1期生を、開成中、麻布中、桜蔭中などの難関校合格に導く。その後、自らの理想とする教育の研究に専念するため、第1期生卒業とともに退職。子どもを狭い枠の中だけで捉えるのではなく、「子どもを包括的かつ複眼的に捉え、子どもの可能性を解き放つ教育」を提唱。また、算数の学習では「思考のフレームを拡げることが最重要である」と説き、その具体的なメソッドとして、ステップアップ方式による「思考力強化プログラム」とポイントチェック方式による「知識運用力強化プログラム」を開発。その理念とメソッドは、橋本隆佑（中学受験専門塾i-Quad塾長）、山口雄哉（さとえ学園小学校教諭）らによって継承されている。

## 著書
- 『思考力で勝つ算数』(2010)
- 『らくらく算数速さ: 2週間でつかめる受験算数のコツ』(2013)
- 『らくらく算数立体図形: 2週間でつかめる受験算数のコツ』(2013)
- 『中学受験算数 絶対に極めたい入試でよく出る「つるかめカブトムシ算」』(2015)
- 『小学6年分の算数が一瞬でわかる塾テク200』(2016)
- 『速ワザ算数文章題編: 難関中学入試ココで『差がつく!』』(2012)
- 『中学入試最高水準問題集算数』(2018)
- 『速ワザ算数立体図形編: 難関中学入試ココで『差がつく!』』(2011)
- 『速ワザ算数数の問題編: 難関中学入試ココで『差がつく!』』(2012)
- 『中学入試分野別集中レッスン算数平面図形』(2020)
- 『中学入試分野別集中レッスン算数文章題』(2020)
- 『中学入試分野別集中レッスン算数場合の数』(2020)
- 『中学入試分野別集中レッスン算数規則性』(2020)
- 『新傾向集中レッスン算数ルールの問題』(2023)
- 『新傾向集中レッスン算数図形の問題』(2023)